# Georgia Simmerling
Georgia Simmerling, född den 11 mars 1989 i Vancouver, är en kanadensisk före detta tävlingscyklist och skidåkare.
Hon gjorde sin OS-debut som alpinskidåkare vid vinterspelen 2010 där hon slutade på en 27:e plats i super-G. 2011 bytte hon sport till skicross och i december 2012 tog hon sin första pallplats i världscupen. Simmerling tävlade i VM 2013 och tog sig till kvartsfinal i skicrosstävlingarna vid vinter-OS 2014.
Hon hade under sommaren 2014 tränat inom talangprogrammet för kanadensisk bancykling och efter att ha brutit handleden vid VM i skicross 2015 började hon återigen träna cykling. Simmerling gjorde sin världscupdebut som bancyklist i januari 2016 i Hongkong, och tog senare samma år silver i lagförföljelse vid VM i London. Hon tog OS-brons i lagförföljelse i samband med de olympiska tävlingarna i cykelsport 2016 i Rio de Janeiro. Vid sommarspelen i Tokyo 2021 kom hon på en fjärdeplats i samma gren. I september 2021 meddelade Simmerling att hon avslutar sin professionella idrottskarriär.